# 카타사리트사가라

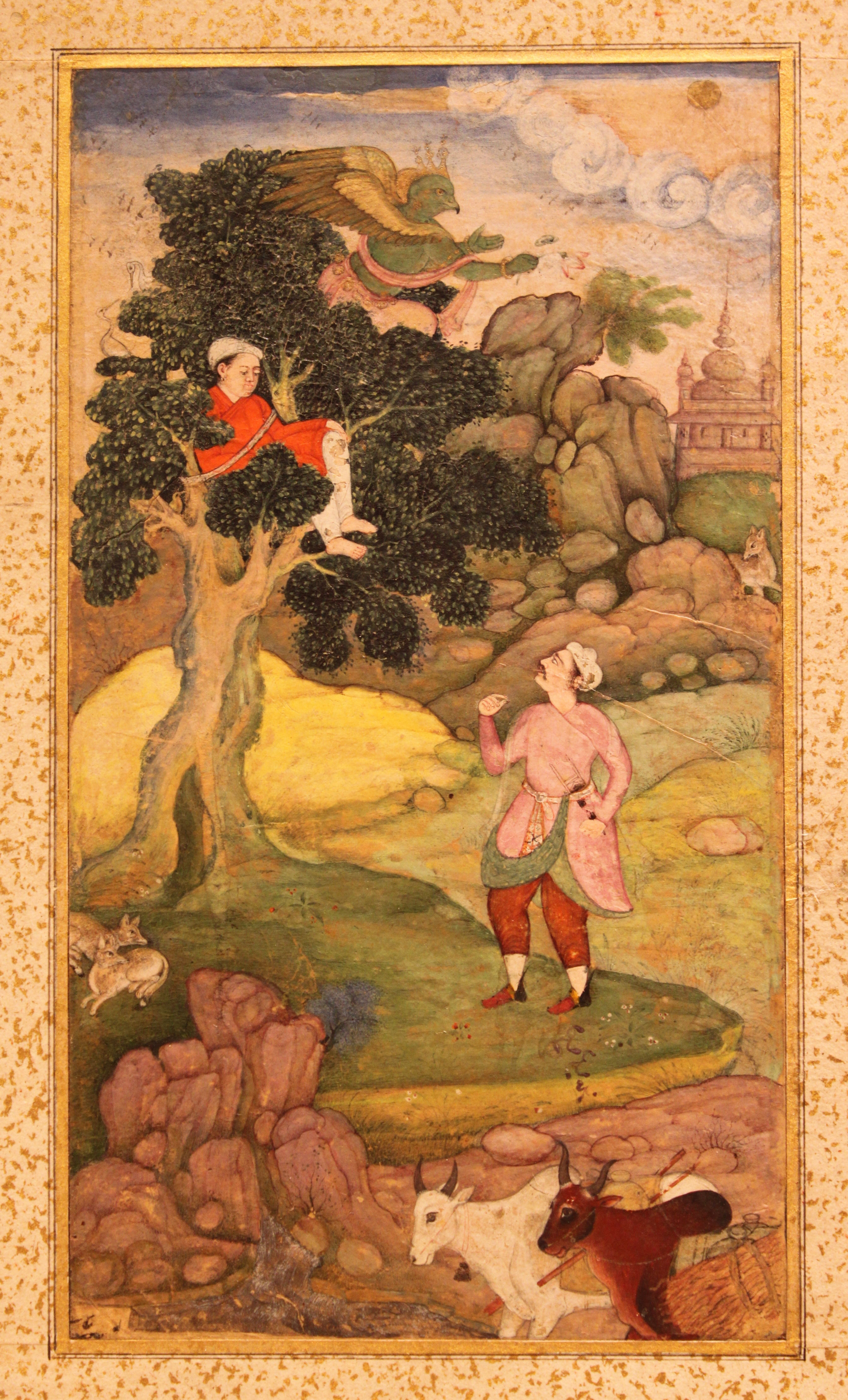

카타사리트사가라(Kathāsaritsāgara, 이야기가 흘러들어가는 바다)는 고대 인도의 산스크리트 설화집이다. 카슈미르의 시인 소마데바(Somadeva, 11세기)의 작품으로 18권 21,500송의 시구로 구성되어 있다. 자란다라국의 왕녀의 울적함을 풀어주기 위해 작자가 1063년에 쓰기 시작하여 약 20년이나 걸려 완성한 것이라고 한다. 소실(消失)된 구나디야 작의 대설화집 <브리하트카타>를 토대로 하여 유려(流麗)한 산스크리트어의 운문으로 요약한 것으로, 동서 비교 문학상 중요한 작품이다.

## 같이 보기
- 천일야화